# Nanos sinuatipes
Nanos sinuatipes là một loài bọ cánh cứng trong họ Bọ hung (Scarabaeidae).